# (14120) Espenak
(14120) Espenak est un astéroïde de la ceinture principale.

## Description
(14120) Espenak est un astéroïde de la ceinture principale. Il fut découvert le 27 août 1998 à la station Anderson Mesa par le programme LONEOS. Il présente une orbite caractérisée par un demi-grand axe de 2,38 UA, une excentricité de 0,09 et une inclinaison de 6,0° par rapport à l'écliptique.
Il est nommé d'après Fred Espenak.

## Compléments